# Бронксвілл (Нью-Йорк)
Бронксвілл (англ. Bronxville) — селище (англ. village) в США, в окрузі Вестчестер штату Нью-Йорк. Населення — 6656 осіб (2020).

## Географія
Бронксвілл розташований за координатами 40°56′22″ пн. ш. 73°49′35″ зх. д. / 40.93944° пн. ш. 73.82639° зх. д. (40.939444, -73.826446).  За даними Бюро перепису населення США в 2010 році селище мало площу 2,49 км², уся площа — суходіл.

## Демографія
Згідно з переписом 2010 року, у селищі мешкали 6323 особи в 2259 домогосподарствах у складі 1609 родин. Густота населення становила 2538 осіб/км².  Було 2430 помешкань (975/км²).
Расовий склад населення:
| - 90,3 % — білих - 5,2 % — азіатів - 1,4 % — чорних або афроамериканців - 1,1 % — осіб інших рас |

До двох чи більше рас належало 2,0 %. Частка іспаномовних становила 4,4 % від усіх жителів.
За віковим діапазоном населення розподілялося таким чином: 30,6 % — особи молодші 18 років, 55,5 % — особи у віці 18—64 років, 13,9 % — особи у віці 65 років та старші. Медіана віку мешканця становила 41,3 року. На 100 осіб жіночої статі у селищі припадало 88,7 чоловіків;  на 100 жінок у віці від 18 років та старших — 83,4 чоловіків також старших 18 років.
Медіана доходів становила 183 182 долари для чоловіків та 115 357 доларів для жінок. За межею бідності перебувало 3,0 % осіб, у тому числі 2,0 % дітей у віці до 18 років та 3,1 % осіб у віці 65 років та старших.
Цивільне працевлаштоване населення становило 2663 особи. Основні галузі зайнятості: фінанси, страхування та нерухомість — 24,9 %, науковці, спеціалісти, менеджери — 24,1 %, освіта, охорона здоров'я та соціальна допомога — 19,0 %.